# Elixir de Spa
Elixir de Spa is een kruidenlikeur die wordt bereid door de likeurstokerij van de familie De Beukelaer (de NV FX De Beukelaer).

## Geschiedenis
Elixir de Spa zou reeds sinds de 17e eeuw geproduceerd worden door kapucijnen. Hiermee zou het de oudste elixir van België zijn. In 1858 werd de productie overgenomen door destilleerderij "Schaltin, Pierry et Cie". In 1869 kreeg de stokerij het predicaat Hofleverancier op basis van de Elixir de Spa. Hiermee werd het de eerste erkende hofleverancier van België.
In 1956 werd het bedrijf overgenomen door FX De Beukelaer, die de likeur nog steeds produceert. Deze stokerij maakte voordien reeds de Elixir d'Anvers.

## De drank
Elixir de Spa wordt gemaakt op basis van 40 planten en kruiden. De likeur heeft een alcoholpercentage van 40%.